# زائفة كتانية
زائفة كتانية (الاسم العلمي: Pseudomonas lini) هي نوع من البكتيريا تتبع جنس الزائفة من فصيلة الزوائف.